# Santiago (Isabela)
Pour les articles homonymes, voir Santiago (homonymie).
Santiago est une municipalité de la province d'Isabela, aux Philippines.